# Амвросій Гиновський
Гиновський Олексій Павлович (чернече ім'я Амвросій; *пер. пол. XVIII ст. — †21 квітня 1800, Курськ) — український церковний діяч, архімандрит Хотмишського Богородицького Знаменського монастиря, письменник. Випускник та викладач Києво-Могилянської академії. Походив з родини священика.
Біографія
Вищу освіту здобув у Києво-Могилянській академії.
Після її закінчення до 1765 — священик Конотопської Миколаївської церкви.
Овдовівши, повернувся у Київ (1765), прийняв чернечий постриг. Запрошений до Києво-Могилянської академії, де викладав латинську мову в граматичних класах, 1770-1772 — польську мову і арифметику, 1773 — піїтику.
1772 виконував обов'язки супер-інтенданта сирітського дому (бурси). У липні 1774 за ухвалою Синоду переведено до Олександро-Невської семінарії.
У липні 1781 висвячено на архімандрита Хотмишського Богородицького Знаменського монастиря Курської єпархії.
1786 написав і пізніше анонімно видав «Историю о городе Курске… о Курском Знаменском монастыре и его настоятелях» (Курск, 1792), в якій на підставі монастирських документів виклав історію міста і Знаменського монастиря до 1780.
Помер і похований у Курську.